# Gasterostèids
Els gasterostèids (Gasterosteidae) són una família de peixos teleostis de l'ordre dels gasterosteïformes que inclou el punxoset o jonqueter, entre altres espècies. Són de petites dimensions. Amb el cos recobert de plaques òssies. Les aletes pelvianes són substituïdes per espines.

## Taxonomia
- Gènere Apeltes (Mayer, 1956)

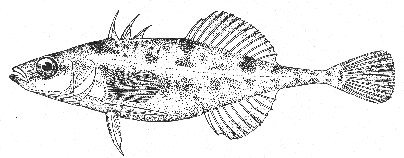
Apeltes quadracus

  - Apeltes quadracus (Mitchill, 1815)
- Gènere Culaea (Whitley, 1950)
  - Culaea inconstans (Kirtland, 1841)
- Gènere Gasterosteus (Linnaeus), 1758
  - Gasterosteus aculeatus aculeatus (Linnaeus, 1758) — Jonqueter o espinós
  - Gasterosteus aculeatus santaeannae (Regan, 1909)
  - Gasterosteus aculeatus williamsoni (Girard, 1854) — Jonqueter de tres espines
  - Gasterosteus crenobiontus (Bacescu & Mayer, 1956)
  - Gasterosteus gymnurus (Cuvier, 1829)
  - Gasterosteus islandicus (Sauvage, 1874)
  - Gasterosteus microcephalus (Girard, 1854)
  - Gasterosteus wheatlandi (Putnam, 1867)
- Gènere Pungitius
  - Pungitius hellenicus (Stephanidis, 1971)
  - Pungitius kaibarae (Tanaka, 1915)
  - Pungitius laevis (Cuvier, 1829)
  - Pungitius platygaster (Kessler, 1859)
  - Pungitius pungitius (Linnaeus), 1758)
  - Pungitius sinensis (Guichenot, 1869)
  - Pungitius tymensis (Nikolskii, 1889)
- Gènere Spinachia
  - Spinachia spinachia (Linnaeus, 1758)